# بلیک هرون
بلیک هرون (انگلیسی: Blake Heron؛ زادهٔ ۱۱ ژانویهٔ ۱۹۸۲-درگذشت ۸ سپتامبر ۲۰۱۷) یک هنرپیشه اهل ایالات متحده آمریکا بود
از فیلم‌ها یا برنامه‌های تلویزیونی که وی در آن نقش داشته است می‌توان به ۱۱:۱۴ اشاره کرد.
وی که متولد ۲۱ دی ۱۳۶۰ بود در ۱۷ شهریور ۱۳۹۶ در سن ۳۵ سالگی درگذشت.